# Ulrich Schnauss

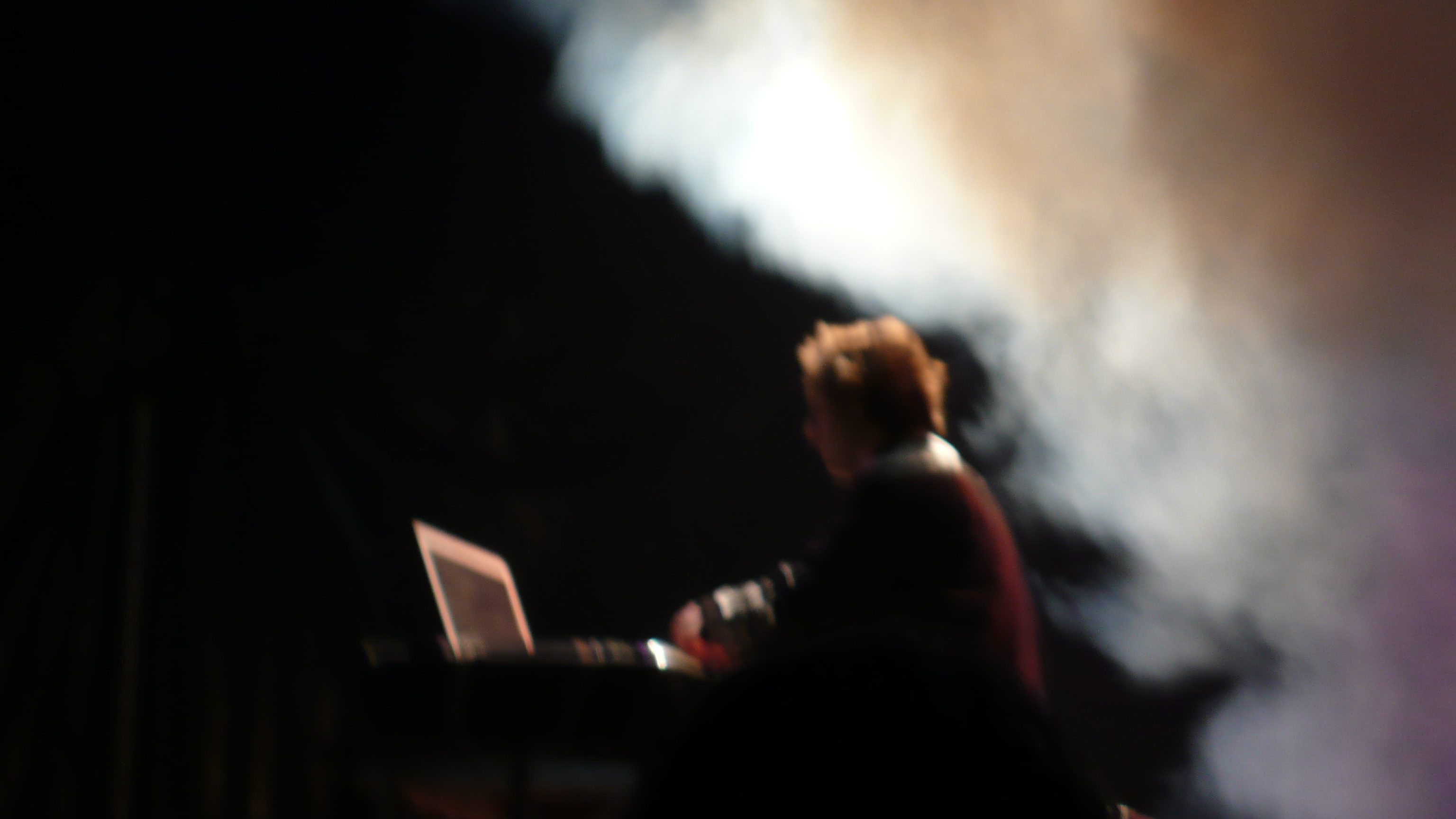
Ulrich Schnauss tijdens een optreden op Bestival, 2008

Ulrich Schnauss  (Kiel, 1977) is een Duitse producent en maker van elektronische muziek zoals ambient, shoegaze en indietronic.
Schnauss raakte in zijn jeugd geïnteresseerd in bands als My Bloody Valentine, Slowdive, Tangerine Dream, Chapterhouse, en ook in breakbeat. In 1996 verhuisde hij naar Berlijn, zodat hij deze bands ook live kon zien.
Schnauss begon muziek te maken onder de pseudoniemen View to the Future en Ethereal 77. Deze elektronische muziekstukken werden opgepakt door het label CCO (City Centre Offices), waar Schnauss regelmatig CD's naartoe stuurde. Hij werkte deze muziekstukken uit voor zijn eerste album, Far away trains passing by, dat in Europa in 2001 werd uitgebracht, en vier jaar later in Amerika. Zijn volgende album, A strangely isolated place (2003), vertoonde invloeden van My Bloody Valentine's Kevin Shields en Cocteau Twins' Robin Guthrie. 
Dankzij zijn eerste twee albums werd Ulrich een veel gevraagd producer en remixer, o.a. voor bands als Mojave 3, Airiel, A Shoreline Dream, Asobi Seksu, Televise, Longview, Johannes Schmoelling, The Zephyrs, Lunz (Roedelius) en anderen. Hij speelde ook toetsen voor de Engelse band Longview, terwijl hun zanger Rob McVey vocalen deed op Ulrich's derde album, Goodbye. Dit album kwam uit in Europa op 25 juni 2007. Vrijwel gelijktijdig verscheen de EP Quicksand memory. Het bevat twee remixen van oudere tracks door Robin Guthrie, een mix door Rob McVey van een niet eerder uitgebrachte track en een edit van het album Goodbye. In juli 2008 verscheen de EP Stars om zijn Amerikaanse tournee te promoten. 
Een recent album van Ulrich Schnauss is A long way to fall, uitgebracht in januari 2013. Op 10 september 2014 maakte hij bekend, dat hij deelgenoot was geworden van de muziekgroep, die hij al jaren adoreerde, Tangerine Dream. Die band zag echter de vernieuwde periode in januari 2015 deels mislukken, toen Edgar Froese, de leider van Tangerine Dream, overleed. Schnauss speelde mee op Supernormal - The Australian concerts 2014, Mala Kunia en Quantum key van TD.
In 2019 kocht Schnauss de rechten terug van zijn eerdere albums en bracht ze vervolgens uit in de verzamelbox Now is a timeless present. Die box bevat als bonus een compact disc met outtakes, demos en fragmenten uit de jaren 2000-2018.

## Pseudoniemen en groepen
- Ulrich Schnauss
- Ethereal 77
- View to the Future
- Extremist, The
- Hexaquart
- Police in Cars with Headphones
- Hair (met Alex Krueger)
- Long-view (toetsenist)
- Engineers (toetsenist)

## Discografie
| Titel                           | Format | Type release | Label                                      | Jaar            |
| ------------------------------- | --- | ------------ | ------------------------------------------ | --------------- |
| Broken                          | View to the Future | 12" single   | Wit Label                                  | 1995            |
| Wegwerfgesellschaft             | Police in Cars with Headphones | CD album     | FSP                                        | 1995            |
| Journey to the other world      | View to the Future | 12" single   | VTTF                                       | 1996            |
| Purity                          | View to the Future | 12" single   | Alphakid Recordings                        | 1997            |
| Music Is music                  | View to the Future | 12" single   | Airdrops                                   | 1997            |
| We rule the 80s                 | Hair (With Alex Krueger) | 12" EP       | Müller                                     | 1997            |
| The 7th seal                    | View to the Future | CD album     | Alphakid Recordings                        | 1997            |
| Unicorn                         | View to the Future | 12" single   | Case Invaders                              | 1998            |
| Hair 2                          | Hair (With Alex Krueger) | 12" EP       | USM                                        | 1998            |
| Spring Rmx                      | Ethereal 77 | 12" single   | Base Daddy                                 | 1999            |
| Landscapes                      | Ethereal 77 | CD album     | Base Daddy                                 | 1999            |
| Ignorance                       | Junkie Sartre Vs Hexaquart | 12" EP       | Force Tracks                               | 2000            |
| Exploitation                    | Hexaquart | 12" EP       | Lifetime                                   | 2001            |
| Far away trains passing by      | Ulrich Schnauss | CD / LP      | City Centre Offices                        | 2001            |
| Zero Gravity                    | Ethereal 77 | 12" single   | Looking Good                               | 2002            |
| A strangely isolated place      | Ulrich Schnauss | CD / 2xLP    | City Centre Offices (Europe) / Domino (US) | 2003            |
| Quicksand memory                | Ulrich Schnauss | CD/EP        | Independiente (Europe) / Domino (US)       | 2007            |
| Goodbye                         | Ulrich Schnauss | CD/LP        | Independiente (Europe) / Domino (US)       | 2007            |
| Stars                           | Ulrich Schnauss | CD/EP        | Independiente (Europe) / Domino (US)       | 2008            |
| neverChanger                    | A Shoreline Dream | CD/EP        | Latenight Weeknight                        | 2008            |
| Recollections of memory         | A Shoreline Dream | CD album     | Latenight Weeknight                        | 2009            |
| Ulrich Schnauss and Jonas Munk  | Ulrich Schnauss en Jonas Munk | CD album     | Pedigree Cuts                              | 2011            |
| Underrated silence              | Ulrich Schnauss & Mark Peters | CD album     | Bureau B                                   | 2012            |
| 77 EP                           | Ulrich Schnauss & ASC | 12" EP       | Auxiliary                                  | 2012            |
| A long way to fall              | Ulrich Schnauss | CD album     | PIAS                                       | 21 januari 2013 |
| Tomorrow is another day         | Ulrich Schnauss & Mark Peters | CD album     | Bureau B                                   | 2013            |
| No further ahead than today     | Ulrich Schnauss | CD album     |                                            | 2016            |
| Passage                         | Ulrich Schnauss en Jonas Munk | CD album     |                                            | 2017            |
| Synthwaves                      | Ulrich Schnauss en Thorsten Quaeschning | CD album     |                                            | 2017            |
| An evening at The Hope & Anchor | Ulrich Schnauss Schnauss viel in bij een concert op 27 juli 2019 in The Hope & Anchor in Islington; hij speelde een lang nummer Sanguine van 54 minuten dat op een registratie van die avond kwam te staan. | 3CD album    | Pink Dolphin Music Ltd                     | 2019            |
| Eight fragments of an illusion  | Ulrich Schnauss en Jonas Munk | CD/elpee     | Azure Vista Records                        | 2021            |
| Destiny waiving                 | Ulrich Schnauss en mark Peters | CD/elpee     | Bureau B                                   | 2021            |

### Remixes
- als Ulrich Schnauss
  - Death Cab For Cutie  – Home Is a Fire (Ulrich Schnauss Remix) – (Atlantic)
  - Halo (Ulrich Schnauss Remix) – Lang Remixed (Preco)
  - Madrid  – Out to Sea (YYZ Records)
  - port-royal  – Stimmung (Resonant Recordings)
  - The High Violets  – "Chinese Letter" (Reverb Records)
  - Howling Bells  – Setting Sun (Bella Union)
  - Johannes Schmoelling – Icewalk (Viktoriapark – i.s.m. Robert Wässer)
  - Hrk – Love World (Joint Records)
  - Obscure Celebrities – Fahreinheit (Gooom Disques)
  - I'm Not a Gun  – Make Sense & Loose (City Centre Offices)
  - Airiel  – Sugar Crystals (Highwheel)
  - Justin Robertson – Love Movement (Bugged Out)
  - Mojave 3  – Bluebird of Happiness (4ad)
  - Longview  – Can't Explain (14th Floor Rec)
  - Longview – Will You Wait Here (14th Floor Rec)
  - Pete Lawrence – Musical Box (Big Chill)
  - Sia  – Breathe Me (Go Beat)
  - Depeche Mode  – Little 15 (Reprise/Mute)
  - The Zephyrs  – Stand Round Hold Hands (Club Ac30)
  - Rachel Goswell  – Coastline (4AD)
  - Mark Gardener  – The Story of The Eye (Sonic Cathedral)
  - Asobi Seksu  – Strawberries (One Little Indian)
  - A Sunny Day in Glasgow  – Ghost in the Graveyard (Ruined Potential Records)
  - Pet Shop Boys  – Memory of the Future (Parlophone/EMI)
- als View to the Future
  - Korsakow & Nudge (Usm)
- als Hexaquart
  - Daniel Lodig – Connect (Müller)
  - Beroshima – Electronic Discussion (Müller)

### Exclusieve tracks op compilatie-albums
- Police in Cars with Headphones – "Bitte Lächeln – Wenn Sie Wollen," on Artgenda 96
- View to the Future – "Addicted to Your Smile," on Barcode
- Tinkabell – "Rosarotes Meer," on Chillin' Voices 2 (Shift Music – i.s.m. K. Hein)
- Ethereal 77 – "Forever," on Schöne Neue Welt (Space Teddy)
- Ethereal 77 – "Oblivion" & "Open Skiez," on Unpleasant Poems (Ground Liftaz)
- Ulrich Schnauss – "Nothing Happens in June," on Mashed Mellow Grooves 5
- Ulrich Schnauss – "You Were the Only One Around," on The Sound of the Cosmos (Hooj Choons)
- Ulrich Schnauss – "Crazy For You" & "Wherever You Are," on Blue Skied An' Clear (Morr Music)
- Ulrich Schnauss – "As If You've Never Been Away," on The Trip (Universal)
- Ulrich Schnauss – "On My Own (Sasha Involver remix)," on Involver (Global Underground)
- Ulrich Schnauss – "Nobody's Home" on Nick Warren:Reykjavik (Global Underground)
- Ulrich Schnauss – “Here Today, Gone Tomorrow” (live version) on Vapor Trails: The Echoes Living Room Concerts Volume 14 (Echodisc)